# Рихновська-Воля
Рихновська-Воля (пол. Rychnowska Wola, нім. Sophienthal) — село в Польщі, у гміні Ґрунвальд Острудського повіту Вармінсько-Мазурського воєводства.
Населення — 78 осіб (2011).
У 1975—1998 роках село належало до Ольштинського воєводства.

## Демографія
Демографічна структура станом на 31 березня 2011 року:
|          | Загалом | Допрацездатний вік | Працездатний вік | Постпрацездатний вік |
| -------- | ------- | ------------------ | ---------------- | -------------------- |
| Чоловіки | 41      | 9                  | 29               | 3                    |
| Жінки    | 37      | 8                  | 21               | 8                    |
| Разом    | 78      | 17                 | 50               | 11                   |